# 브롬리 FC
브롬리 풋볼 클럽(Bromley Football Club)는 잉글랜드 그레이터런던 브롬리를 연고지로 하는 축구 구단이다. 1892년 창단되었으며, 현재 EFL 리그 투에 소속되어 있다.

## 선수 명단

### 현역
참고: FIFA 자격 규정에 따라 소속된 국가대표팀 국기를 표시합니다. 선수는 복수의 FIFA 비회원국 국적을 가지고 있을 수 있습니다.
| 번호 | 포지션 | 국적 | 이름 |
| ---- | ------ | ---- | ---- |

| 번호 | 포지션 | 국적     | 이름              |
| ---- | ------ | -------- | ----------------- |
| 29   | FW     | 잉글랜드 | 올루펠라 올로몰라 |